# Осада Кюстрина
Осада крепости Кюстрин в августе 1758 года — один из эпизодов Семилетней войны с участием русской армии, непосредственно предшествующий битве при Цорндорфе.
После занятия Восточной Пруссии в январе 1758 года новый российский главнокомандующий, заменивший на этом посту Апраксина, генерал-аншеф Фермор, намеревался идти к Данцигу. Однако, по приказу из Санкт-Петербурга, должен был изменить маршрут и направиться сначала к Франкфурту. После получения известия о занятии Франкфурта 20-тысячным корпусом опередившего русских прусского генерала Дона, Санкт-Петербургская конференция даёт приказ Фермору идти к Кюстрину на соединение с Обсервационным корпусом генерала Броуна и шведами. По договорённости с австрийцами, русская армия должна была продвинуться до нижнего течения реки Варте, с тем, чтобы в дальнейшем, смотря по обстоятельствам, или содействовать шведам в их операциях в Бранденбурге, или австрийцам в Силезии. 3 (14) августа Фермор подошёл к крепости Кюстрин, в которой были расположены главные запасные магазины пруссаков. Кюстрин находится лишь в 80 км восточнее Берлина. Его крепость, построенная в 1536—1557 годах в месте слияния Одера и Варты и укреплённая в 1640—1688 годах, считалась неприступной. Помимо мощных крепостных сооружений защиту обеспечивала заболоченная почва.
Дона, узнав о приближении русских, навёл мост через Одер и обеспечил сообщение с крепостью. Кроме того, накануне прибытия русских, Дона выделил несколько полков пехоты и кавалерии для прикрытия города.  Они окопались и укрепили свои траншеи сильными батареями. 16 августа Фермор потребовал сдачи города, но в ответ последовал залп с укреплений. После этого он приказал бомбардировать город. Невзирая на страшные пожары и разрушения, вызванные обстрелом, крепость держалась. На пятый день осады Фермор снова потребовал сдачи, но снова получил отказ и снова приказал продолжить бомбардировку.
Обеспокоенный русской угрозой Фридрих II с отрядом в 14 тысяч человек вышел 11 августа из Ландесгута (ныне Каменна-Гура, Польша) и форсированным маршем за десять дней преодолел путь до разрушенного обстрелами Кюстрина. При известии о приближении Фридриха II Фермор снял осаду и отошёл к местечку Цорндорф на соединение с Обсервационным корпусом. Не взяв крепости, Фермор, тем не менее, нанёс противнику, для которого Кюстрин — важное звено в системе снабжения армии, серьёзный урон: магазины и арсеналы, укрытые в крепости, погибли в пожаре, вызванном массированной бомбардировкой.
21 августа армия Фридриха соединилась под Кюстрином с корпусом Дона. В превращённом в руины Кюстрине Фридрих не задержался. Уже 23 августа прусская армия выступила к Цорндорфу.